# Protea cynaroides
Protea cynaroides és una espècie d'angiosperma de la família de les proteàcies (Proteaceae) endèmica de Sud-àfrica. La seva inflorescència és la més gran del gènere Protea. Està molt àmpliament distribuïda al sud-oest i sud de Sud-àfrica, a la regió fynbos.
La seva gran inflorescència té una llarga vida en un gerro, essent una excel·lent flor seca. És la flor nacional de Sud-àfrica.

## Característiques
És un arbust llenyós amb tiges gruixudes i grans fulles verdes fosques i brillants. La majoria de les plantes arriben a una grandària d'un metre d'alçada en la maduresa, però pot variar segons la localitat i l'hàbitat des dels 0,35 m fins a 2 metres.

## Galeria

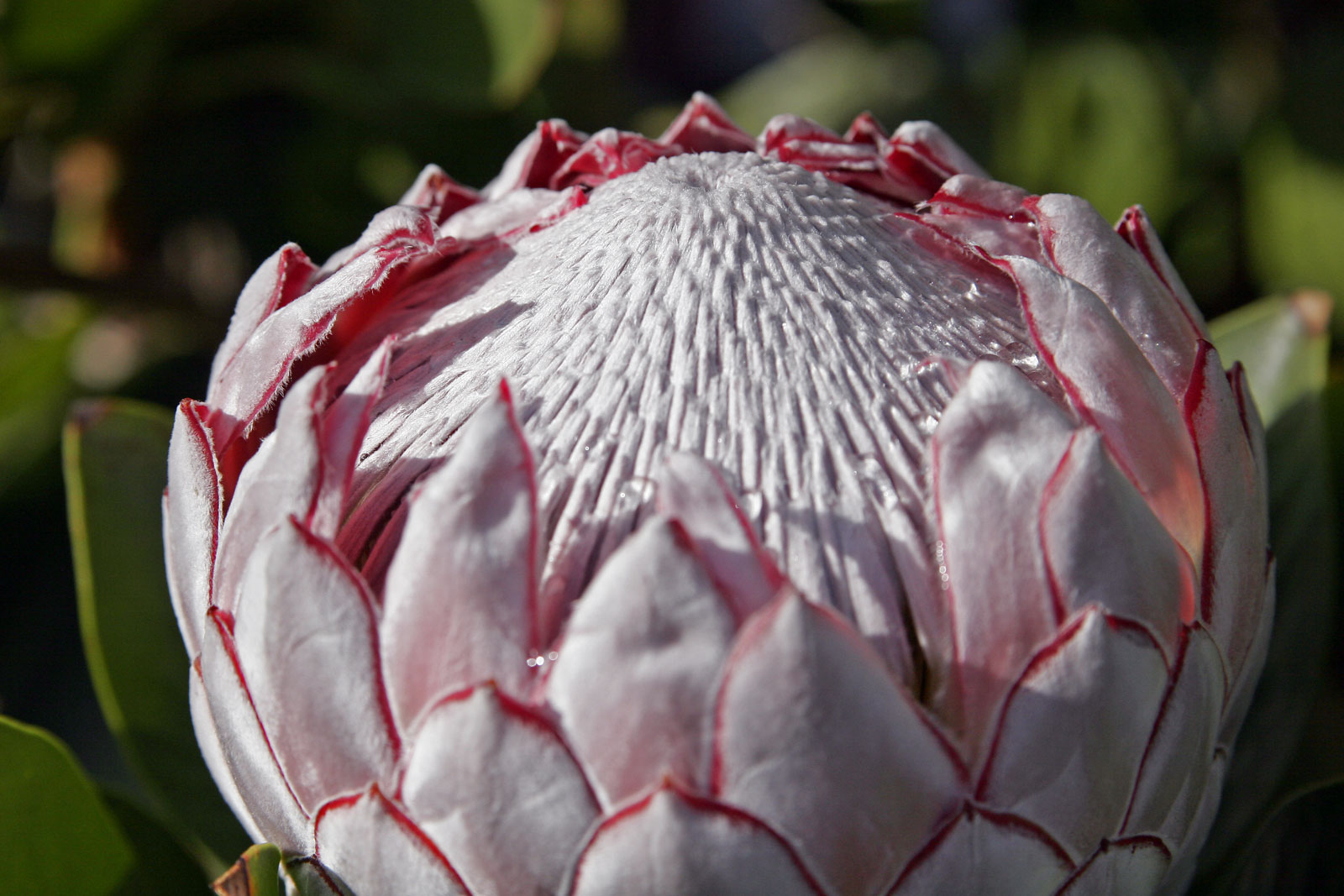
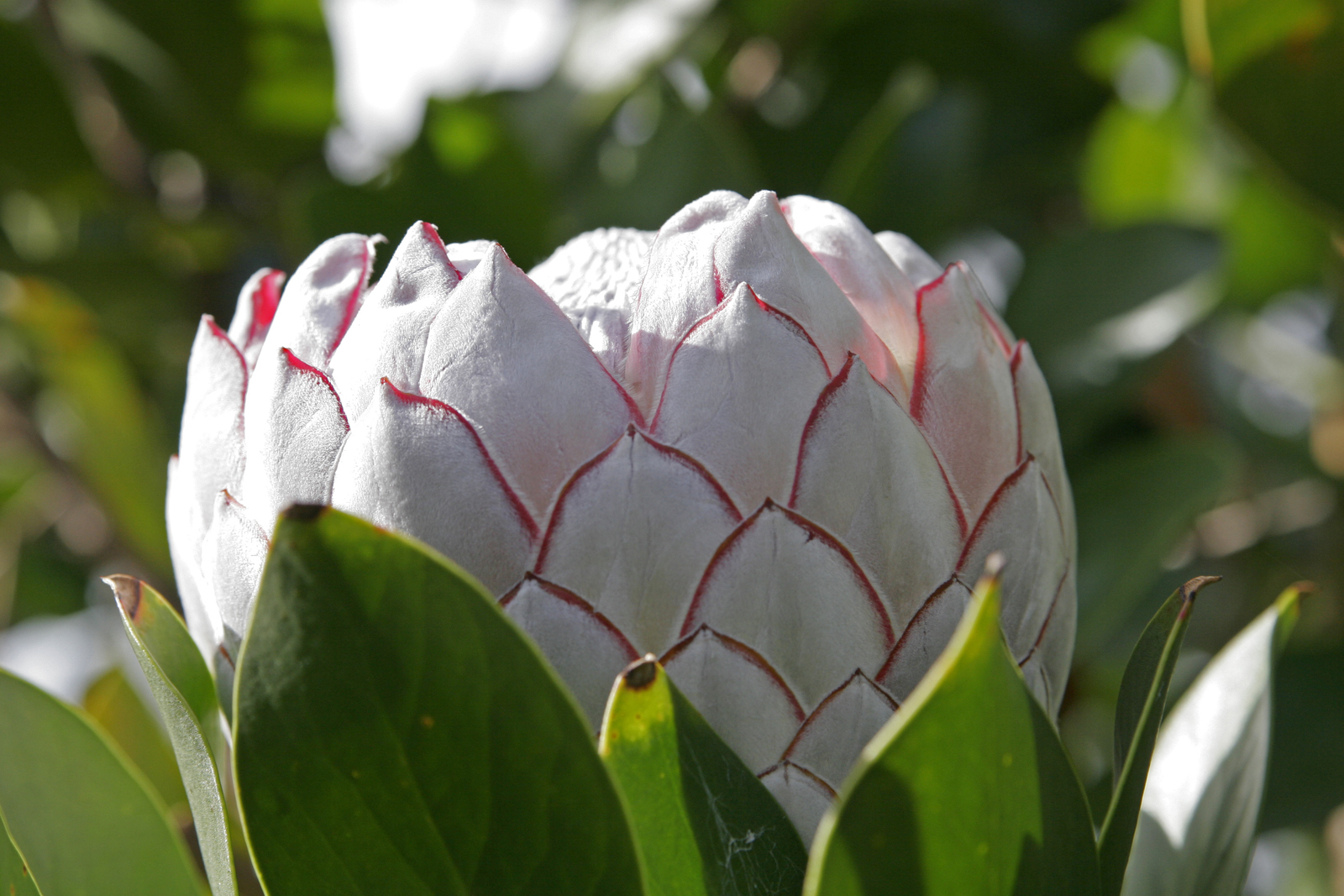
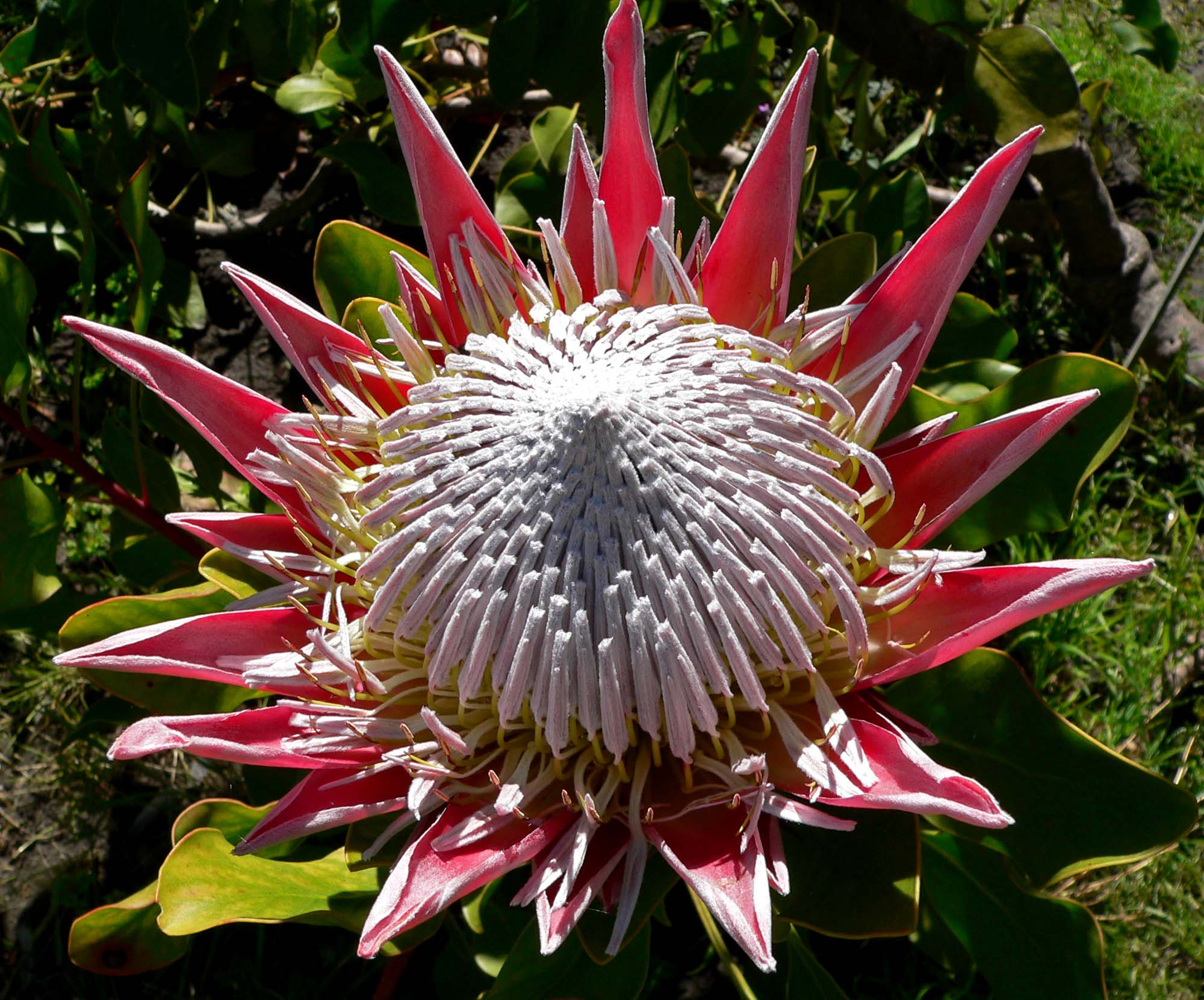
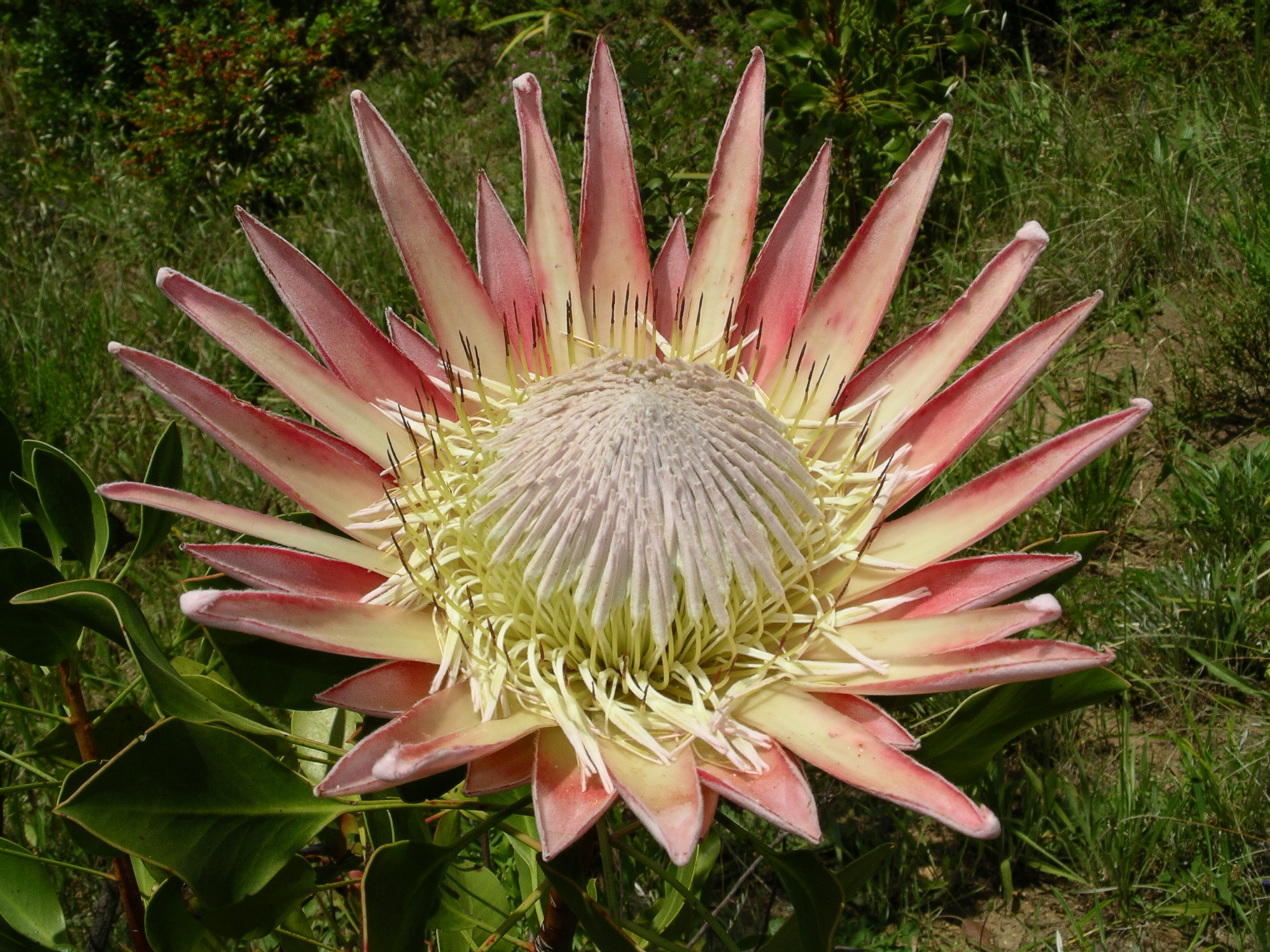
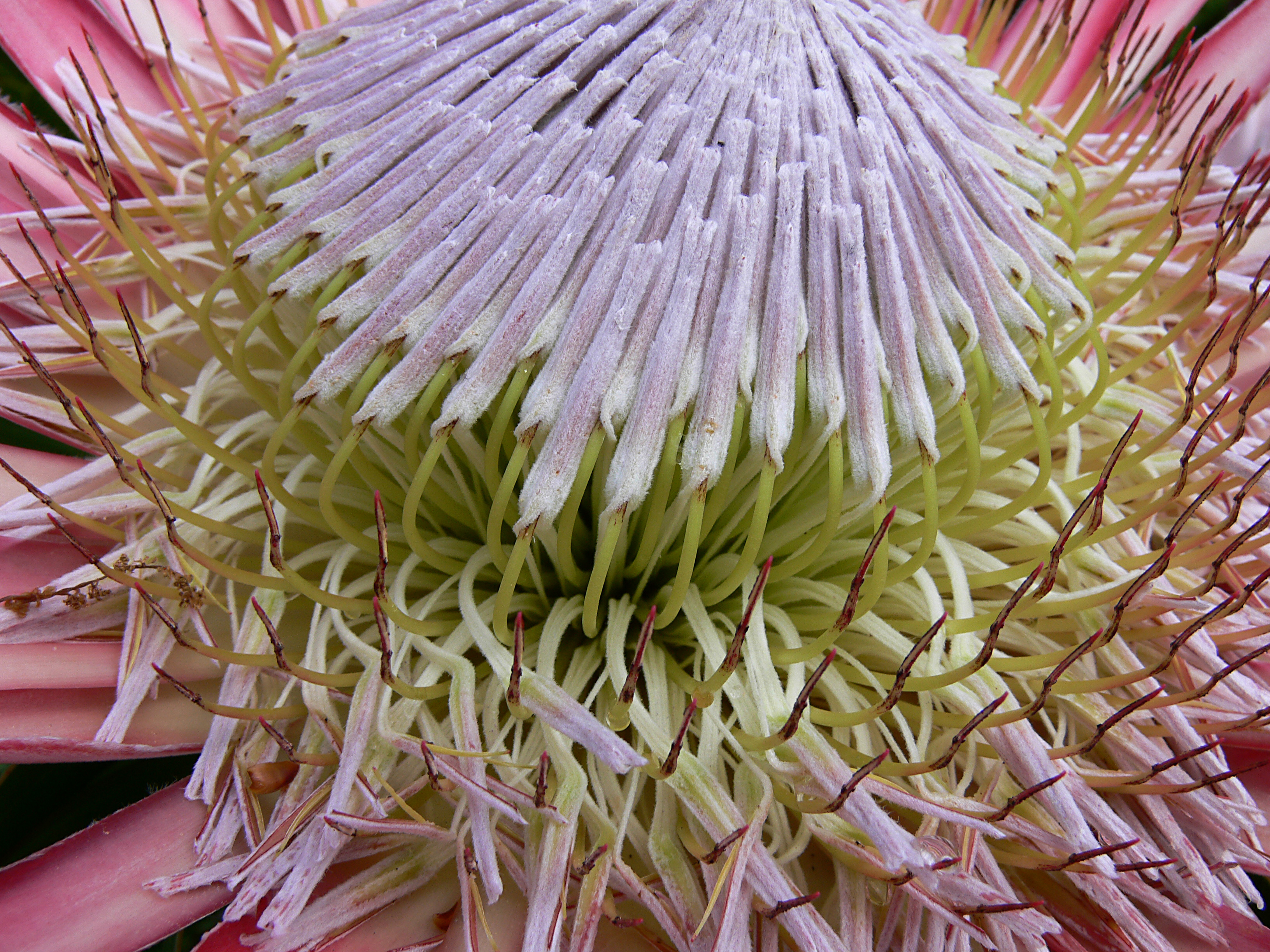
Cap occidental, Sud-àfrica
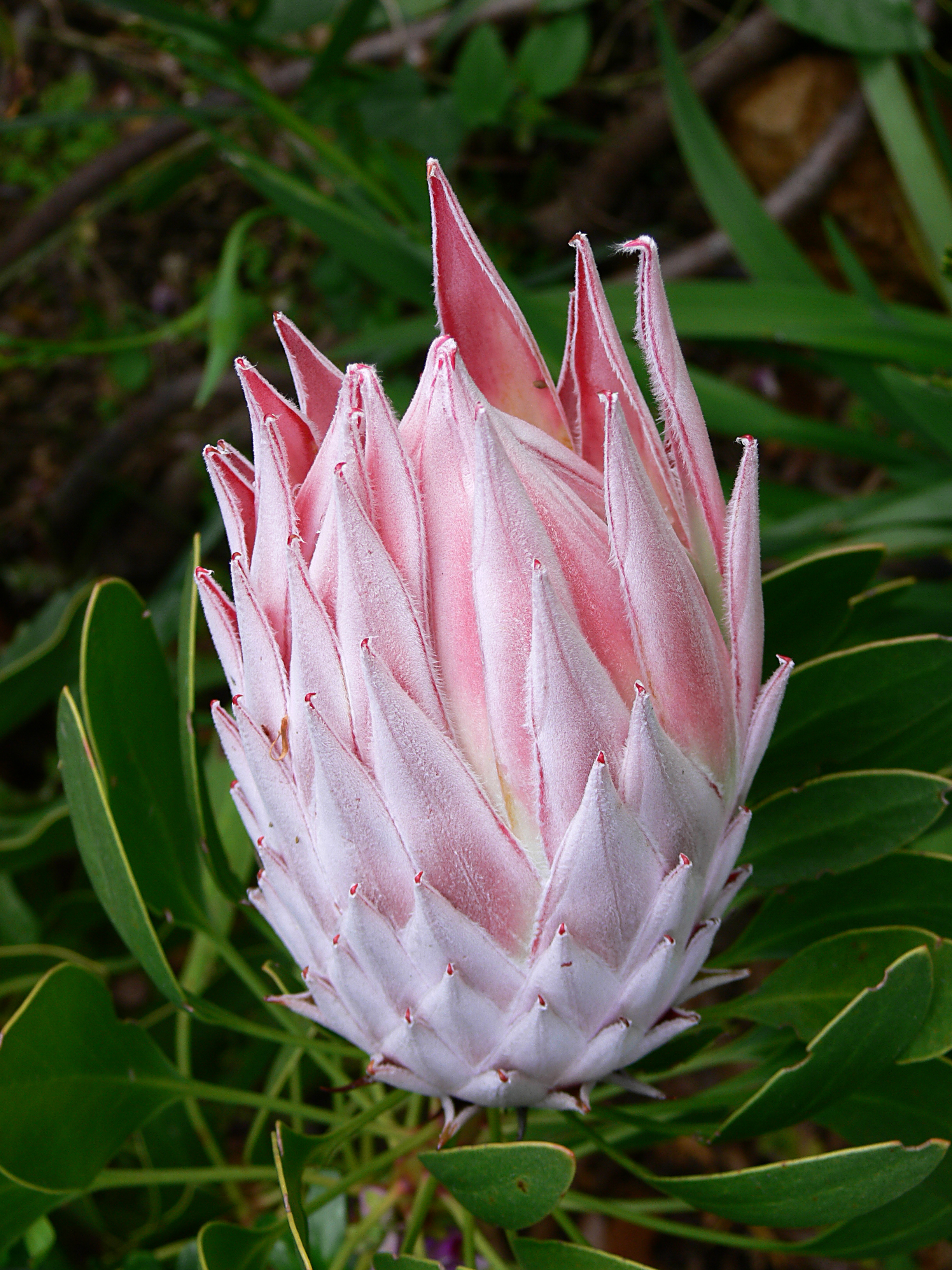
Cap occidental, Sud-àfrica